# De forenede Chokolade- og Konfektfabriker Globus
 For alternative betydninger, se Globus (flertydig). (Se også artikler, som begynder med Globus)
De forenede Chokolade- og Konfektfabriker Globus A/S var en dansk chokolade- og konfektproducent. Fabrikken havde afdelinger i København og Aarhus. Den ene lå på Grundtvigsvej 7-13 på Frederiksberg i en lang bygning, som stadig eksisterer. Bygningen fra 1898, der er 32 fag lang, 2-3 etager høj og i røde mursten, har fået ændret vinduerne, men et "G"/"GLOBUS" af støbejern over alle vinduerne vidner om den oprindelige anvendelse. Den anden fabrik lå i karreen på hjørnet Kystvejen/Nørreport i Aarhus.
Fabrikkens logo var en globus flankeret af to vinger, der angiveligt var indregistreret som varemærke, men som ikke optræder i varemærkedatabasen.
Virksomheden optræder ikke i Danske Fonds og Aktier 1899 og var altså endnu ikke et aktieselskab på dette tidspunkt.
Fabrikken må været lukket før 1950, for den er ikke omtalt i Danmarks ældste Forretninger fra dette år, og i stedet fremgår det, at Kaffesurrogatfabriken Danmark findes på adressen.
I 1927 bestod bestyrelsen af ingeniør K.C.B. Sødring, ingeniør T. Rist, folketingsmand Hans Nielsen og grosserer I. Siesbye. Direktionen bestod af H. Hellus og D.A. Rubin (død 1957). Ingeniøren Niels Lichtenberg arbejde en kort overgang på fabrikken.
Fabrikken er omtalt i reportager i Illustreret Tidende fra 1909 og 1910, hvor det bl.a. nævnes, at Globus havde søgt at fremstille schweizerchokolade uden overdreven brug af kakaosmør for dermed at konkurrere med den dyrere importerede chokolade fra Schweiz. Der nævnes produkterne "Globus Premier Chokolade", flødechokoladen "Globus Crement" og en mandel-flødechokolade.
Globus er også nævnt i en firmafortegnelse fra 1915-17:

"Globus, De forenede Chokolade- og Konfektfabrikker, A/S. Grundtvigsvej 11, V. – Tlf.: Centr. 2107 & 1458.

Danmarks største Fabrik for Tilvirkning af alle Sorter Chokolader, Kakaopulver, Konfekt, Sukkervarer.

Prima Varer. Største Udvalg.

Daglig Produktion: over 10,000 Pd.

Grand prix: Paris, London, Antwerpen.

Guldmedaille: København.

Højeste Udm. (Sølvm.): Aarhus 1909"
Ligesom mange andre fødevarevirksomheder puttede Globus samlemærker i deres produkter. I 1920'erne bar mærkerne portrætter af danske fodboldspillere.